# Kevin Rudolf
Kevin Rudolf (New York, 17 februari 1983) is een Amerikaans singer-songwriter, rapper en muziekproducent. Zijn muziek wordt uitgegeven door Cash Money Records. Het nummer waar hij mee doorbrak in 2008 was zijn eerste single, "Let It Rock" met Lil Wayne, dat driemaal met platina werd bekroond. Deze single behaalde de vijfde plaats in de Billboard Hot 100 en de UK Singles Chart, de derde plaats in de Australische hitlijst en de tweede plaats in de Canadese hitlijst. Op zijn tweede studioalbum, To the Sky, stond het liedje "I Made It", dat hij opnam met Lil' Wayne, Jay Sean en Birdman. "I Made It" bereikte de 21ste plaats in de Billboard Hot 100. Rudolf heeft drie BMI Awards gewonnen.

## Carrière als producer
Rudolf heeft met vele artiesten samengewerkt, zowel als producer als schrijver en gitarist. Hij werkte onder meer met Nelly Furtado, Timbaland, Black Eyed Peas, Lil' Kim, LL Cool J, Justin Timberlake, Kevin Lyttle, Kanye West, Britney Spears, David Banner, T.I., Flo Rida, Birdman, Jay Sean, The Neptunes, Rick Ross, Lil Wayne en Ludacris.

## Doorbraak als soloartiest
Zijn debuutalbum In the City werd 21 november 2008 uitgebracht en bevat de single "Let It Rock" (een samenwerking met Lil Wayne), waarmee hij de hitlijsten voor het eerst als soloartiest bereikte. De single bereikte de top 10 in de Amerikaanse Billboard Hot 100, de Britse UK Singles Chart en de Nederlandse Top 40.

## Discografie

### Albums
| Album met eventuele hitnotering(en) in de Nederlandse Album Top 100 | Datum van verschijnen | Datum van binnenkomst | Hoogste positie | Aantal weken | Opmerkingen |
| ------------------------------------------------------------------- | --------------------- | --------------------- | --------------- | ------------ | ----------- |
| In the City                                                         | 2008                  | -                     |                 |              |             |
| To the Sky                                                          | 2010                  | -                     |                 |              |             |

### Singles
| Single met eventuele hitnotering(en) in de Nederlandse Top 40 | Datum van verschijnen | Datum van binnenkomst | Hoogste positie | Aantal weken | Opmerkingen                 |
| ------------------------------------------------------------- | --------------------- | --------------------- | --------------- | ------------ | --------------------------- |
| Let It Rock                                                   | 2008                  | 21-02-2009            | 10              | 12           | met Lil Wayne / Alarmschijf |

| Single met hitnotering(en) in de Vlaamse Ultratop 50 | Datum van verschijnen | Datum van binnenkomst | Hoogste positie | Aantal weken | Opmerkingen   |
| ---------------------------------------------------- | --------------------- | --------------------- | --------------- | ------------ | ------------- |
| Let It Rock                                          | 2008                  | 13-12-2008            | tip2            | -            | met Lil Wayne |

- Bibliothèque nationale de France: cb16144831f (data)
- Gemeinsame Normdatei: 137053452
- International Standard Name Identifier: 0000 0000 7144 6270
- Library of Congress Control Number: no2009041546
- MusicBrainz: 2a0cce30-071b-4ba9-bf78-ae76c9eb7316
- Virtual International Authority File: 81297030
- WorldCat: E39PBJd3PJpMByvy8XMVM9RHYP